# Philip Knopf
Philip Knopf (* 18. November 1847 bei Long Grove, Lake County, Illinois; † 14. August 1920 in Chicago, Illinois) war ein US-amerikanischer Politiker. Zwischen 1903 und 1909 vertrat er den Bundesstaat Illinois im US-Repräsentantenhaus.

## Werdegang
Philip Knopf besuchte die öffentlichen Schulen seiner Heimat. Während des Bürgerkrieges diente er in einer Infanterieeinheit aus Illinois im Heer der Union. 1866 zog er nach Chicago. Ein Jahr lang studierte er am Bryan and Stratton’s College. Bis 1884 war er im Handwerk tätig. Danach fungierte er acht Jahre lang als Leichenbeschauer (Chief Deputy Coroner). Gleichzeitig schlug er als Mitglied der Republikanischen Partei eine politische Laufbahn ein. Zwischen 1884 und 1896 gehörte Knopf dem Senat von Illinois an; von 1894 bis 1902 arbeitete er in der Verwaltung des Cook County. Im Juni 1896 nahm er als Delegierter an der Republican National Convention in St. Louis teil, auf der William McKinley als Präsidentschaftskandidat nominiert wurde. Außerdem war er Mitglied im Staatsvorstand seiner Partei.
Bei den Kongresswahlen des Jahres 1902 wurde Knopf im siebten Wahlbezirk von Illinois in das US-Repräsentantenhaus in Washington, D.C. gewählt, wo er am 4. März 1903 die Nachfolge von George Edmund Foss antrat. Nach zwei Wiederwahlen konnte er bis zum 3. März 1909 drei Legislaturperioden im Kongress absolvieren. Seit 1905 war er Vorsitzender des Ausschusses zur Kontrolle der Ausgaben des Finanzministeriums.
Nach dem Ende seiner Zeit im US-Repräsentantenhaus trat Philip Knopf politisch nicht mehr in Erscheinung. Er starb am 14. August 1920 in Chicago, wo er auch beigesetzt wurde.